# サトシのポケモン (アドバンスジェネレーション)
サトシのポケモン (アドバンスジェネレーション)では、任天堂のゲームソフト『ポケットモンスター』シリーズを原作とするアニメ『ポケットモンスター』シリーズに登場するサトシのポケットモンスター（ポケモン）のうち、『アドバンスジェネレーション』から登場したものについて記述する。

## 凡例
記載されている略号
- 1.『ポケットモンスター（無印）』 - 《PM》（無印、平成無印、1997年版、第1シリーズ、平成版）[1]：カントー地方編 - 《KT》、オレンジ諸島編 - 《OS》、ジョウト地方編 - 《JT》
- 2.『ポケットモンスター アドバンスジェネレーション』 - 《AG》：ホウエン地方編 - 《HT》、バトルフロンティア編 - 《BF》
- 3.『ポケットモンスター ダイヤモンド&パール』 - 《DP》
- 4.『ポケットモンスター ベストウイッシュ』 - 《BW》
  - シーズン1『ポケットモンスター ベストウイッシュ』 - 《BW》
  - シーズン2『ポケットモンスター ベストウイッシュ シーズン2』 - 《BW2》：エピソードN - 《BW2N》、デコロラアドベンチャー - 《DA》
- 5.『ポケットモンスター XY』 - 《XY》
  - シーズン1『ポケットモンスター XY』 - 《XY》
  - シーズン2『ポケットモンスター XY&Z』 - 《XY&Z》
- 6.『ポケットモンスター サン&ムーン』 - 《SM》
- 7.『ポケットモンスター（新無印）』 - 《PM2》（新無印、令和無印第1作、2019年版、第7シリーズ）
  - シーズン1『ポケットモンスター』 - 《PM2》
  - シーズン2『ポケットモンスター めざせポケモンマスター』 - 《MPM》
- 8.『ポケットモンスター（リコとロイ編）』 - 《LR》（リコとロイ編、令和無印第2作、2023年版、第8シリーズ）
  - シーズン1『ポケットモンスター リコとロイの旅立ち』 - 《LR1》
  - シーズン2『ポケットモンスター テラパゴスのかがやき』 - 《LR2》
  - シーズン3『ポケットモンスター テラスタルデビュー』 - 《LR3》
- 『ポケットモンスター サイドストーリー』 - 《SS》
- 『ポケットモンスター（劇場版）』 - 《MV》
- 『ポケットモンスター（OVA）』 - 《OA》（機内上映向け作品を含む場合がある）

- 構成

前編と異なり、本編では御三家を一体（草）しかゲットしていない。また、一時カントー地方に戻った際、手持ちの2体（コータス、オニゴーリ）がオーキド研究所に預かると共に、ゴマゾウ(その後、ドンファンに進化)が復帰した。更にはエイパムが手持ちとして加わった。
オオスバメ、ジュカイン、ヘイガニはAG終了まで手持ちとして活躍した。
BF編では普段、上記の通りのポケモンで手持ちにしていたが、フロンティアブレーンとのバトルでは研究所に預けているポケモン達を交えてバトルを行った。

## ポケモン一覧
※エイパム以外はホウエン地方でゲットされた。戦績の対象は、ジム戦やポケモンリーグといった公式戦のみ。
| ジム戦     | カナズミ | ムロ | キンセツ | フエン | トウカ | ヒワマキ | トクサネ | ルネ |
| ---------- | -------- | ---- | -------- | ------ | ------ | -------- | -------- | ---- |
| オオスバメ |          | ○    |          |        |        | ○        | ○        | ○    |
| ジュカイン | ○        | ○    |          | ○      | ○      | ○        |          | ○    |
| ヘイガ二   |          | ○    |          | ○      |        |          |          | ○    |
| コータス   |          |      |          |        | ○      |          |          |      |
| オニゴーリ |          |      |          |        |        |          |          | ○    |

### オオスバメ
スバメ→オオスバメ
- 声 - 吉原ナツキ→石塚運昇
- 特性：こんじょう
- 戦績：9勝6敗1分
- 登場時期：AG・DP・BW2・PM2・MV

AG4話（2002年12月12日放送）から登場。サトシがホウエン地方で最初にゲットしたポケモン。元々はトウカの森に生息していたスバメたちのリーダー的存在。
縄張りに入ってきたサトシたちを襲撃し、ピカチュウと一触即発のバトルに突入する。苦手な電気技を何発でも耐えるほどの凄まじい根性を持ち、相性の悪いピカチュウ相手に互角の勝負展開を繰り広げる。やがて双方が満身創痍となった佳境、「これ以上のバトルは危険」というタケシの判断により、サトシがゲットする形となった。
スバメ時代はムロジムで相性では勝るトウキのワンリキーに敗北してしまうなど、バトルでの活躍は少なめで偵察などが主な仕事だった。
AG80話（2004年6月10日放送）にてポケリンガに出場した際、順調に勝ち進み、コジロウが使用するドクケイル（コジロウがムサシから借りた）との決勝戦でオオスバメへと進化し、サトシをポケリンガ優勝へ導いた。
進化後は自慢の根性も更に磨きがかかり、多くの重要なバトルに参戦し、その勝利に大いに貢献している。また、コミカルな面も所々で見せている。
ヒワマキジム戦以前は「つばさでうつ」を使用していたが、空中戦で使うとバランスが崩れるというリスクが生じてしまう欠点が判明。その後「技教え爺さん」のジンベイ（声 - 高木渉）に「つばめがえし」を教わり習得する。それ以降「つばさでうつ」は使わなくなっている。
持ち前の機動力を活かした奇襲戦法を得意とする。基本的に「でんこうせっか」「かげぶんしん」による回避・錯乱で間合いを詰め、「つばめがえし」で相手を仕留めるパターンが多い。
『ポケットモンスターサイドストーリー』では、ケンジがサトシのスバメのことを言及している。
DP189話（2010年8月26日放送）のシンオウリーグ準決勝ではサトシの5体目のポケモンとして久々に登場。タクトのラティオスと空中戦を展開するも敗れてしまう。
PM2の114話（2022年6月10日放送）にて（68話で再登場したヘイガ二を除いた）ホウエン地方でのポケモンたちと共に再登場し、研究所でサトシたちを出迎えた。また、ムクホーク、ケンホロウ、オンバーン、カイリューとともに飛行を楽しんでいた。
「めざせポケモンマスター」の第10話ではポケモンハンターを追いかけるも、ハンターのメカで石化してしまったが、メカが破壊された後は元に戻った。
現在の使用技は「つばめがえし」、「つつく」、「でんこうせっか」、「かげぶんしん」。以前は「つばさでうつ」も使用。

### ジュカイン
キモリ→ジュプトル→ジュカイン
- 声 - うえだゆうじ
- 性別：♂
- 特性：しんりょく
- 戦績：10勝10敗
- 登場時期：AG・DP・BW2・PM2・PMMP・OA・MV

AG7話（2003年1月9日放送）から登場。元々はキモリの生息地にいた群れのうちの1体。
生まれ故郷である巨大樹が枯れていく中、同族の群れから離れて棲み続けていた。巨大樹はやがて最期の時を迎え、バトルを申し込んだ末にゲットされる。
番長または渡世人のように口に咥えた木の枝がトレードマーク。プライドが高くクールな性格で、あまり仲間と群れず、独りで過ごしている描写が多い。その反面、負けず嫌いかつ情熱的な一面もあり、戦闘不能寸前で勝ち目が薄い状況でもバトルを続けようとしたり、一度やられた相手には何としてもリベンジを果たそうとする。
通常の個体よりも遥かに素早く、瞬間速度ならばデオキシスのスピードフォルムに匹敵する。その素早さを活かしたヒット&アウェイ戦法を得意とするが、当初は草タイプの技は覚えておらず、ノーマル技のみだった。AG41話（2003年9月4日放送）でようやく「タネマシンガン」を習得し、さらにAG66話（2004年3月4日放送）でジュプトルへと進化した際に「リーフブレード」を習得。近距離、遠距離に幅広く対応できるようになり、戦術に幅が広がった。
AG編を通じ、ジム戦やホウエンリーグ、バトルフロンティアで多くのバトルに出場し、一線級の活躍を果たした。相手のエース格や切り札といった強敵相手に繰り出される機会が多く、その都度勝利をもたらしている。その反面、キモリ時代から一貫して打たれ弱く、呆気なく倒された試合も多い。
AG161話（2006年1月26日放送）で想いを寄せるメガニウムをロケット団から守ろうとしたことをきっかけにジュカインに進化。ジュカインに進化する直前、メガニウムへの想いが失恋に終わってしまったのをきっかけに、スランプに陥り技が全く出せなくなってしまい、ハブネークとサボネアに技を出せないことをいいことに集中攻撃をしかけられ戦闘不能状態にされてしまっている。AG163話（2006年2月9日放送）で、ロケット団に捕まったピカチュウと自分を助けようとして気球から落とされたサトシを助けたい決死の思いから、再び技を出せるようになった。
DP189話（2010年8月29日放送）ではシンオウリーグ準決勝の4体目として久々に出陣。劇中で無敗と言われていたタクトのダークライの「ダークホール」を打ち破り、「リーフブレード」で勝利する快挙を見せた。その後ラティオス相手にも続投されたが、相手が桁外れのパワーとスピードを誇っていた上、ダークライ戦のダメージが災いして「ギガインパクト」の一撃で敗北。しかし前述の通りダークライ戦で大金星を挙げたため、改めてAGのエースとして扱われるようになった。
PM2の114話（2022年6月10日放送）にて（68話で再登場したヘイガ二を除いた）ホウエン地方でのポケモンたちと共に再登場し、研究所でサトシたちを出迎えた。また、フシギダネ、ミジュマルとともにネギガナイトの特訓を手伝っていた。
「めざせポケモンマスター」の第1話（2023年1月13日放送）ではロケット団に捕まったピカチュウを「リーフブレード」で助けた。
これまで公式戦を通じ、合計三体の伝説のポケモン（レジロック、ダークライ、ラティオス）と交戦しており、これはピカチュウを除けばサトシのポケモンの中で最多記録である。
DPでの使用技は「でんこうせっか」、「リーフストーム」、「リーフブレード」。AGでは「はたく」、「タネマシンガン」、「ソーラービーム」、「こうそくいどう」も使用。

### ヘイガニ
ヘイガニ
- 声 - 小西克幸
- 性別：♂
- 戦績：11勝6敗1分
- 登場時期：AG・DP・BW2・PM2・PMMP・OA・MV

AG23話から登場。元々はムロ島近海を根城にしていた個体。
縄張りに入ってきたサトシたちを襲撃し、相性の悪いピカチュウを簡単に下してしまう。その後、キモリとのバトルに敗れゲットされる。
陽気でやんちゃな性格で、かなりの食いしん坊。当の本人は悪意はないが他のポケモンの食べ物を奪うこともあり、そのせいでサトシやハルカ、マサトからは少々煙たがられたり、脅かして懲らしめようとされるなど当初はサトシ達とは仲は良くなく、一度ロケット団にその不仲を利用されたこともあるが旅が続くうちにサトシや仲間達との絆を深め、落ち着いてきた。キバニアの攻撃を受けながら必死で病気の自分を救おうとするサトシを助けたり（サトシとはそこで絆が深まった）、ロケット団に捕まったマサトを助けたり、体を張って数匹のキノガッサからアチャモを守るなど、仲間想いな面もある。当初はトラブルメーカーだったが話が進む毎にムードメーカー的なキャラクターに変わっていった。
短編作品ではそのキャラクターが一層強調されており、ねじりハチマキを頭に巻いて気合を入れる等といった独特な描写が見られる。ナレーション通訳では江戸言葉で話している。
ムロジムの再戦でジム戦デビューを果たし、キモリのスピードに翻弄され疲弊したワンリキーを「クラブハンマー」で倒して勝利を飾るが、ハリテヤマも水中からの攻撃で翻弄するが、ハリテヤマが「つっぱり」を海に放ったことで水中から引きずり出され「ちきゅうなげ」に敗れる。小柄ながら根性とパワーがあり、数々のバトルで主力として活躍している。また、水タイプ同士の戦いにも強く、さらには元々の性格が幸いして自身が混乱状態になった際は逆に相手のペースを乱して形勢を跳ね返した事もある。
試合では主に「かたくなる」で防御力を高め相手が疲労したところで「はさむ」、「クラブハンマー」などの近距離で攻める、或いは遠距離からの「バブルこうせん」を繰り出す戦法を得意とする。ただし、基礎能力の差もあり、防御力の高い重量系の相手には滅法弱く、返り討ちにされることが多い。
DP182話（2010年6月24日放送）でサトシがシンオウリーグエントリー後に研究所のポケモンを順に送ってもらった際に呼び戻されている。
PM2の68話（2021年5月28日放送）ではホウエン地方のポケモンの中で唯一登場し、サトシとの再会に喜んだ。
「めざせポケモンマスター」の第2話で久々に手持ちに加わる。当初は野生のウデッポウとライバル心を抱いていたものの、ロケット団を撃退したことにより互いに友情が芽生える。その後、カスミのニョロトノとバトルし敗北する。
現在の使用技は「クラブハンマー」、「メタルクロー」、「アクアジェット」。以前は「バブルこうせん」、「かたくなる」、「はさむ」、「あなをほる」（ゲット前）も使用。AG編～バトルフロンティア編までは長らく使用技が変わっていなかったが、「めざせポケモンマスター」にて一部技が変更されていた。

### コータス
コータス
- 声 - 三木眞一郎
- 特性：「しろいけむり」「シェルアーマー」のどちらか
- 戦績：2勝6敗1分
- 登場時期：AG・DP・BW2・PM2・MV

AG58話から登場。元々はフエンタウン近郊にある「鋼の谷」に迷い込んだ個体。
ハガネールを筆頭とする鋼ポケモンに挑んで返り討ちにされていた時、サトシたちと邂逅する。その後、再びハガネール相手にサトシと共闘する。当初は苦戦を強いられたが、サトシの機転で「オーバーヒート」を使用し、見事ハガネール撃退に成功する。そして、サトシから「仲間にならないか？」という誘いを受けてゲットされる。
情に厚く涙脆い性格。事あるごとに感動したり、もらい泣きするたびに黒いススを吐き出し、周囲の者たちを真っ黒にする傍迷惑な面もある。
重量級ゆえに鈍足だが、強力な炎技を扱えるパワーがあり、「てっぺき」も扱えて防御面も優れている。ポケモンの素早さを生かしたサトシのバトルスタイルとの相性が悪く、公式戦の勝率は低い。
初バトルはテッセンのライボルトとのエキシビジョンバトルで、「オーバーヒート」のパワーや「てっぺき」の防御で優位に立つも、三度目の「オーバーヒート」の影響もあり、「じゅうでん」でパワーの上がった「でんげきは」に打ち負け、初陣から黒星を付けられる。
トウカジムで2番手として登場し、公式戦デビューを果たす。センリのナマケロを「かえんほうしゃ」で倒し、初勝利を飾る。しかし、続くヤルキモノには「ひっかく」の一撃で呆気なく倒される。
バトルフロンティア編直前にオーキド研究所に預けられる。その後バトルフロンティア編ではバトルピラミッドの2戦目で、レジスチル対策として一時的に復帰するも、後一歩の所で力尽きた。
DP182話でサトシがシンオウリーグエントリー後に研究所のポケモンを順に送ってもらった際に呼び戻されており、オニゴーリの「れいとうビーム」で氷漬けにされたサトシを「かえんほうしゃ」で助けていた。準決勝のタクト戦では2体目として起用されたが、上記の通りダークライの桁外れのパワーの前に完敗。
PM2の114話では他のほのおポケモンと共にゲンガーの特訓に付き合い、ゲンガーの「おにび」習得に貢献している。また、サトシがダンデに勝利した際にはうれし泣きするなど、相変わらず涙脆い一面を見せた。
使用技は「かえんほうしゃ」、「のしかかり」、「てっぺき」、「オーバーヒート」。レジスチル戦では「ねっぷう」も使用していたが、どの技と入れ替わったのかは不明。

### オニゴーリ
ユキワラシ→オニゴーリ
- 声 - 伊東みやこ→小西克幸
- 戦績：3勝1敗2分
- 登場時期：HT・DP・BW2・PM2

AG108話から登場。元々はイザベ島の山頂に生息していた個体。
イタズラ好きな性格。ポケモンセンターにやってきた人の持ち物を勝手に持っていくが、そこに悪気はなく、必ず返しに来る。サトシに対してはバッジケースをなかなか返さずにいたが、それはサトシを気に入ったための行動であり、ピカチュウとのバトルでゲットされる。手持ちになって以降も、モンスターボールから勝手に出てきたりと陽気な性格は変わらなかったが、進化してからは特にそういった面は見られなくなり、冷静で落ち着いた性格になる。また、進化してからは元来の顔付き故に、常時から強面になったものの、サトシに褒められた時やバトルに勝利した時には笑顔を見せている。
初陣となるルネジムでは、ピカチュウとダブルバトルでタッグを組むも、経験不足からかアズマオウの「はかいこうせん」を躱しきれず倒され、ほとんど活躍できなかった。AG123話（2005年4月7日放送）でホウエングランドフェスティバルの裏での練習中、ロケット団とのバトル中にオニゴーリに進化し、それまで未完成だった「れいとうビーム」を完全に使えるようになった。
進化後は総合的な戦闘能力が大きく上がり、「れいとうビーム」だけでなく「ずつき」のパワーも相当のものとなった。加えて、常に浮遊できる体の特性を十分に生かしたバトルスタイルを発揮してヒュウガ（声 - 石田彰）のリザードンやマサムネのメタングといった相性の悪い相手にも引けをとらないバトルを展開するようになり、一方的に負けたバトルは無いという優れた戦績を誇る。
BF編直前の133話にコータスと共にオーキド研究所へ預けられた。サトシのポケモンの中ではオコリザル、ヌメルゴン、バタフリーに次いで手持ちにいた時期が短く、登場から進化まで16話、ゲットから預ける行程まで26話。また、DP編のグライオン、BW編のハハコモリなどと違い、預けられてからそのシリーズ内での手持ち復帰・バトルがいずれもない唯一のポケモン。また、現時点でサトシが所有する唯一のこおりタイプのポケモンでもある。
DP182話でサトシがシンオウリーグエントリー後に研究所のポケモンを順に送ってもらった際に呼び戻され、サトシを「れいとうビーム」で凍りづけにしている。
PM2の114話にて（68話で再登場したヘイガ二を除いた）ホウエン地方でのポケモンたちと共に再登場し、研究所でサトシたちを出迎えた。またウオノラゴンとともに滝行を行っていた。
使用技は「れいとうビーム」、「こごえるかぜ」、「ずつき」、「かげぶんしん」。

### エイパム
エイパム
- 声 - 伊東みやこ
- 性別：♀
- 戦績：2勝2敗
- 登場時期：BF・DP・MV

AG178話（2006年5月25日放送）から登場。元々は群れでマンキーやヤルキモノ、ケッキング達と山に暮らしていたが、巨大ケッキング（実際はロケット団のロボット）騒動でサトシと出会い、ロケット団に騙され木の実を奪っていたが、サトシの触れ合いで騙されていたことに気づき、仲間たちと協力しケッキングロボットを破壊した。サトシに構って欲しいからか、故郷の山を飛び出しこっそりサトシたちの後に着いて行き、AG182話（2006年6月29日放送）でサトシとバトルしてゲットされる。ハルカとマサトの台詞から性別は♀。
被り物好きで、ゲット後もサトシから帽子を奪うなどのイタズラを繰り返すが、一緒に旅をしていくにつれて回数が減る。マサト曰くお転婆だが、花やドレスを好むなど女の子らしい所もある。サトシのことを好いており、チコリータほどではないがピカチュウに嫉妬したこともある。2度目のバトルピラミッド戦でコータスと交代で一時的にオーキド研究所に送られた時は、ベイリーフと同様に大暴れしてオーキド博士を攻撃していた。
サトシがシンオウ地方へ旅立つ時、オーキド研究所へ預けられるが、サトシと離れたくないあまりシンオウ地方へ向かう船にこっそり乗り込み同行することに。シンオウでは、シンジとの初バトルでのヒコザル、クロガネジムでのヒョウタのイシツブテ、ハクタイジムでのナタネのロズレイドを倒す活躍をした。
サトシのポケモンでは珍しくポケモンコンテストを好み、密かに「魅せる」技に磨きをかけ、サトシやムサシと共にコンテストに出場したこともある。この経験から、スピードスターを攻撃と撹乱に応用した複合技として使うなど、トリックスター的なバトルスタイルを好むようになる。そのため、DP12話（2006年12月14日放送）ではノゾミから「ヒカリが育てた方がいいと思う」と言われ、DP55話（2007年11月22日放送）でヒカリのブイゼルと交換される。
本来生息する地方とは異なる地方でゲットしたのはエイパムが初となる。AG（ホウエン地方）からの登場ながらも第二世代（ジョウト地方）のポケモンである。
PM2ではエテボースに進化して登場しており、ピカチュウを応援した。
それ以降についてはヒカリの項目を参照。
使用技は「ひっかく」、「スピードスター」、「きあいパンチ」、「かげぶんしん」。